# Новогрудская иешива
Новогрудская иешива (ивр. ישיבת נובהרדוק‎) — одно из самых известных еврейских высших учебных религиозных заведений, было одним из крупнейших и наиболее важных иешив в довоенной Европе и мощной силой в Мусарском движении. Была основана в 1896 году в Новогрудке, вместе с коллелем для женатых мужчин, под руководством раввина Иосефа-Юзлоя Горовица, выпускника Ковенского коллеля и ученика раввина Исраэля Салантера. Как и его наставник, Гурвиц был убежденным сторонником мусара. Он был известен как Alter fun Novardok, на идише означает «старейшина Новогрудка».
Это была первая из сотен иешив созданная движением мусара в регионе. Вся будущая сеть иешив перенимала название своей главной иешивы в Новогрудке и имели одноимённое название «Новогрудок».
Иосеф-Юзло Горовиц (Гурвиц) основывал иешивы, сети «Новогрудок», по всему региону, в таких крупных городах, как Киев, Харьков, Нижний Новгород, Ростов-на-Дону, Житомир, Бердичев, Царицын, Саратов и Чернигов. Под влиянием Иосефа-Юзлоя Горовица его ученики также создали иешивы в Херсоне, Могилеве-Подольском, Каменце-Подольском, Бердичеве, Николаеве, Бельцах, Одессе и других местах. Гурвиц послал молодых ученых руководить иешивами.
Директора иешив были в постоянном контакте с Иосефом-Юзлоем Горовицом, который руководил и посещал их, проводя почти каждый Шаббат в другом городе.
Одним из основных моментов мусарской программы «Новогрудка» был её ежедневный «час Мусар». Во время этих занятий студенты занимались строгим самоанализом.

## Ранняя история
Когда иешива только открылась в Новогрудке, то там сначала было только десять учеников. Через несколько месяцев их было уже пятьдесят. Через год после основания иешивы большая критика была направлена на практику изучения мусара, и противники этой философии стремились закрыть иешиву. Им это не удалось. К 1899 году иешива разрослась до 200 учеников.
Некоторые ученики приезжали в Новогрудскую иешиву с далёкого Кавказа.
Сначала Иосеф-Юзло работал как обычным учителем, так и машгиахом иешивы, ведя занятия по Гемару и Муссару. Со временем, однако, он назначил других учителей вести Гемару, в то время как он сам сосредоточился на развитии мусарского аспекта иешивы.
После Октябрьской революции в России и Советско-польской войны Гурвиц приказал всем своим ученикам, кто был на территории занятой большевиками, бежать через границу в Польшу. В 1922 г. ученики иешивы из Новогрудка нелегально, небольшими группами, перешли польскую границу, многие из студентов были убиты при попытке пересечь границу, другие отправлены в сибирские лагеря, но границу смогли пересечь около шестисот человек.
Зять Гурвица, раввин Авраам Иоффен, был главой «Новогрудка» в Белостоке, самой большой иешивы в межвоенной Польше. Все эти иешивы были названы Бейт Йосеф (Дом Иосефа) — в память о Гурвице. Ряд иешив был создан также в Латвии и Англии. Эта иешива дала своё название многим другим иешивам в Польше и она контролировала не менее 30 других иешив по всей стране.

## Философия новогрудской иешивы

### Самосовершенствование
У «Новогрудка» было свое уникальное мировоззрение, подчеркивающее полное отрицание эго и физического мира. Благодаря этому, полное и тотальное внимание человека может быть сосредоточено на его духовной и интеллектуальной стороне. Как и другие мусарские школы, «Новогрудок» требовал полного разрушения личных желаний, искоренения любых следов дурных привычек. Для этого учащиеся должны были носить с собой тетради, в которые они ежедневно вносили записи о неудачах и достижениях. Перед сном они проверяли свою «бухгалтерию» и строили план действий по исправлению своих ошибок. Одним из способов «сломить» себя было отказать себе в дополнительных удовольствиях этого мира.
Студенты Новогрудской иешивы участвовали в сознательно унизительном поведении, например, носили старую, залатанную одежду или шли в магазин и просили не продаваемый там продукт, например, винты в пекарне. Все студенты должны были делиться своими личными вещами с друзьями, чтобы избавиться от своих желаний к мирским благам.
Один ученик сказал, что цель этих упражнений не в том, чтобы «подавить себя», как принято думать. Обучение, по сути, способствовало противоположному; оно давало студентам эмоциональную свободу от цепей общественного одобрения. Они обнаружили, что страх смущения на самом деле гораздо больше, чем реальность. Это укрепляло их уверенность в том, что они поступят правильно, не обращая внимания на то, что могут подумать другие.

### Новогрудская сеть
Расширение нетрадиционного подхода Новогрудской иешивы повлекло за собой создание многочисленных филиалов данной иешивы. Самые лучшие студенты иешивы отправлялись пешком в незнакомые общины без денег в карманах, одновременно воздерживаясь от речи и не прося подвезти или даже поесть. Достигнув города, они заходили на Бет Мидраш и, не говоря никому ни слова, изучали Тору.
С помощью этого метода «Новогрудок» создал в одной только Польше не менее семидесяти иешив разного размера. Отправленные с базы в Белостоке, группы исследовали города и сёла и оценивали их потенциал для открытия новой иешивы. На разветвленную сеть «Новогрудок» приходилось половина всех студентов в других известных иешивах в Восточной Европе.

## В Израиле
В 1929 году группа из пятидесяти учеников поселилась в Земле Израиля и основала иешиву в Тель-Авиве.
Один из учеников Гурвица, раввин Бен Цион Брук открыл филиал иешивы в Иерусалиме в 1930-х годах. Иешива называлась «Bais Yoseph Novardok». Сегодня её возглавляют сын и внук Бена Брука, а именно раввин Ицхок Брук и раввин Аврохом Брук соответственно.

## После Второй Мировой войны
За исключением Гейтсхедского Талмудического Колледжа, который официально называется «Yeshivas Beis Yosef» в Гейтсхеде, все иешивы сети «Новогрудок» в Европе были уничтожены во время Холокоста. Несколько иешив «Новогрудок» были воссозданы после Холокоста.
Что касается самой Новогрудской иешивы, то во время начала Второй мировой войны, Новогрудская иешива передислоцировалась в Вильно. Оттуда часть студентов бежало за границу, избежав Холокоста. Получив транзитные японские визы, выданные японским консулом Тиунэ Сугихарой, по транссибирской магистрали через Владивосток они перебрались в Кобе. Оттуда спустя некоторое время часть студентов переехала в США, часть — в Израиль, часть — в Великобританию.
Раввин Авраам Иоффен пережил Холокост, приехал в Соединенные Штаты и поселился в Бруклине, Нью-Йорк, где он восстановил иешиву. Преподавательский состав факультета состоял из раввин Иоффена в качестве декана, его сын, раввина Яакова Иоффена как преподавателя, и его зять, раввин Иегуда-Лейб Некритз как машгиах.
В 1960-х годах раввин Авраам Иоффен переехал в Иерусалим и основал филиал своей иешивы в Меа-Шеарим. Под руководством молодого раввина Иоффена и раввина Некритца, Бруклинское отделение продолжало процветать и стало известным как центр передовых талмудических исследований.
После смерти раввина Авраама Иоффена в 1970 году, руководство Иерусалимского филиала взял на себя его внук, раввин Аарон Иоффен, редактор Mossad Harav Kook издания с комментариями к Йевамонту и Нашиму раввина Ритбы. Ежегодно раввин Яков Иоффен ездил в Иерусалим, чтобы обучать учеников иешивы своего отца.
После смерти раввина Некритца и кончины раввина Яакова Иоффена в 2003 году руководство Бруклинской иешивы перешло к их сыновьям, раввину Мордехаю Иоффену и раввину Цви Некритцу. Они решили переместить иешиву в район Флэтбуш в Бруклине и привести раввина Яакова Дрилмана из иешивы в Берлине.
Иерусалимский филиал возглавляют раввин Шмуэль и раввин Эйтан Иоффен, сыновья раввина Аарона Иоффена. Однако последний в первую очередь является профессором Талмуда высокого уровня в хевронской иешиве Иерусалима.
Другая ветвь иешивы, иешива Far Rockaway в фар-Рокуэй, Нью-Йорк, возглавляется раввином Иехиэлем Перром, зятем раввина Иегуды Лейба Некритца. Иешива названа в честь книги раввина Иоффена, Derech Ayson.
Другая ветвь иешив созданная по «Новогрудcкой методике» была иешива Madreigas HaAdam в Квинсе, штат Нью-Йорк, названная в честь муссарского сборника Гурвица, возглавляемая внуком раввина Иоффена, раввином Моше Фасковицем.
Дополнительная сеть «Новогрудка» была основана после Второй мировой войны во Франции раввином Гершоном Либманом (1905—1997).

## Знаменитые выпускники
- Абрамский Иехезкель
- Раввин Меир Бар-Илан
- Хаим Граде
- Раввин Ирвинг Гринберг
- Раввин Нахман Кахана
- Раввин Йосеф Шломо Каханеман
- Раввин Яаков Исраэль Каневский
- Раввин Гершон Либман
- Раввин Селиг Старр
- Раввин Хаим Рейсс